# Fritillaria pinetorum
Fritillaria pinetorum är en liljeväxtart som beskrevs av Anstruther Davidson. Fritillaria pinetorum ingår i Klockliljesläktet och i familjen liljeväxter. Inga underarter finns listade.